# براک ویلیامز
براک ویلیامز (انگلیسی: Brock Williams؛ ۸ ژوئیهٔ ۱۸۹۴ – ۱۹ فوریهٔ ۱۹۶۴) فیلم‌نامه‌نویس اهل بریتانیا بود.
از فیلم‌ها یا مجموعه‌های تلویزیونی که وی در آن‌ها نقش داشته‌است، می‌توان به نه و چهل و پنج دقیقه، چه بلایی بر سر هارکنس آمد؟، کرکس، آسیاب بادی، نخست‌وزیر، انگشت‌ها، فلایینگ فورترس و با آقای کالاهان آشنا شوید اشاره نمود.